# 五箇荘村
五箇荘村（ごかしょうむら）は、かつて大阪府にあった村。現在の堺市北区の一部にあたり、小学校名などにその名残りが見られる。
明治4年（1871年）まで摂津国住吉郡に属していた地域になる。

## 歴史
- 1889年（明治22年）4月1日 - 大鳥郡浅香山村[1]、大豆塚村、奥村、北花田村、船堂村、万屋新田、花田新田、庭井新田が合併して、大鳥郡五箇荘村が誕生。大字奥に村役場を設置（のち大字船堂に移転）。
- 1896年（明治29年）4月1日 - 泉北郡が成立。
- 1910年（明治43年） - 大字万屋新田を万屋に、花田新田を花田に、庭井新田を庭井に改称。
- 1927年（昭和2年） - 大字万屋、花田、庭井を統合して常盤に改称。
- 1933年（昭和8年） 大字船堂より新堀を分立。
- 1938年（昭和13年）9月1日 - 泉北郡百舌鳥村、南河内郡金岡村とともに堺市に編入される。